# Limba noastră
Limba Noastră ('Onze Taal') is het volkslied van Moldavië. Hiervoor was Deșteaptă-te, române! het volkslied, dat ook het volkslied van buurland Roemenië is.
Het tekst is geschreven door Alexei Mateevici (1888-1917) en de muziek is gecomponeerd door Alexandru Cristea (1890-1942). 

## Limba noastră
Limba noastră-i o comoară
În adâncuri înfundată
Un șirag de piatră rară
Pe moșie revărsată.
Limba noastră-i foc ce arde
Într-un neam, ce fără veste
S-a trezit din somn de moarte
Ca viteazul din poveste.
Limba noastră-i numai cântec,
Doina dorurilor noastre,
Roi de fulgere, ce spintec
Nouri negri, zări albastre.
Limba noastră-i graiul pâinii,
Când de vânt se mișcă vara;
In rostirea ei bătrânii
Cu sudori sfințit-au țara.
Limba noastră-i frunză verde,
Zbuciumul din codrii veșnici,
Nistrul lin, ce-n valuri pierde
Ai luceferilor sfeșnici.
Nu veți plânge-atunci amarnic,
Că vi-i limba prea săracă,
Și-ți vedea, cât îi de darnic
Graiul țării noastre dragă.
Limba noastră-i vechi izvoade.
Povestiri din alte vremuri;
Și citindu-le 'nșirate, -
Te-nfiori adânc și tremuri.
Limba noastră îi aleasă
Să ridice slava-n ceruri,
Să ne spiue-n hram și-acasă
Veșnicele adevăruri.
Limba noastra-i limbă sfântă,
Limba vechilor cazanii,
Care o plâng și care o cântă
Pe la vatra lor țăranii.
Înviați-vă dar graiul,
Ruginit de multă vreme,
Stergeți slinul, mucegaiul
Al uitării 'n care geme.
Strângeți piatra lucitoare
Ce din soare se aprinde -
Și-ți avea în revărsare
Un potop nou de cuvinte.
Răsări-va o comoară
În adâncuri înfundată,
Un șirag de piatră rară
Pe moșie revărsată.